# Чапури
Чапури (пол. Czapury, нім. Staffelbach) — село в Польщі, у гміні Мосіна Познанського повіту Великопольського воєводства.
Населення — 1468 осіб (2011).
У 1975-1998 роках село належало до Познанського воєводства.

## Демографія
Демографічна структура станом на 31 березня 2011 року:
|          | Загалом | Допрацездатний вік | Працездатний вік | Постпрацездатний вік |
| -------- | ------- | ------------------ | ---------------- | -------------------- |
| Чоловіки | 736     | 190                | 493              | 53                   |
| Жінки    | 732     | 155                | 452              | 125                  |
| Разом    | 1468    | 345                | 945              | 178                  |